# Naturschutzgebiet Loemühlenbachtal

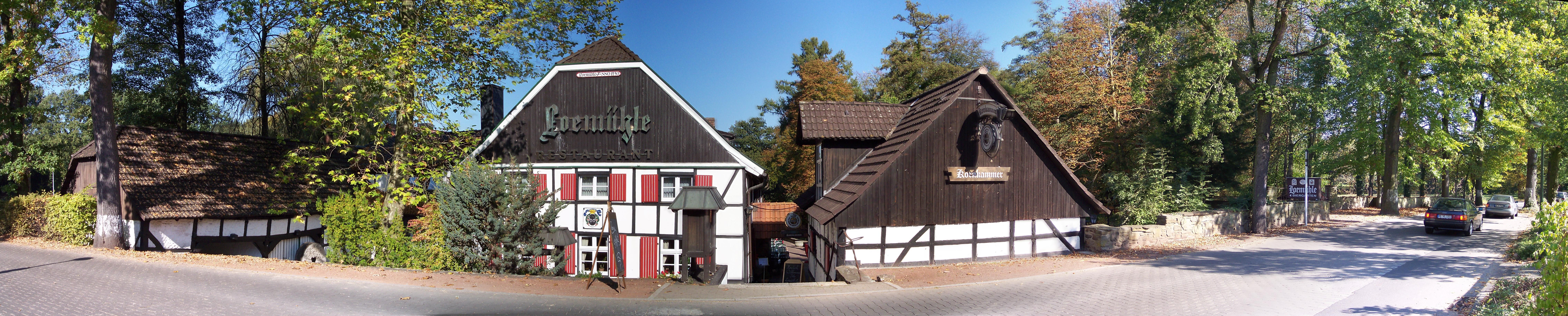
Die historische Loemühle – Namensgeberin des Bachs

Das Naturschutzgebiet Loemühlenbachtal liegt auf dem Gebiet der Städte Herten, Recklinghausen und Marl in Nordrhein-Westfalen. Es ist nach dem in Herten entspringenden Loemühlenbach benannt. Es trägt die Kennung RE-048 und hat rund 61 ha Fläche.

## Beschreibung
Das 60,52 Hektar große Naturschutzgebiet ist ein ausgeprägtes Bachtal. Teilweise ist es eine Auenlandschaft und teilweise anthropogen geformt. Es beherbergt eine Vielzahl an seltenen Lebensräumen, sowohl landesweit als auch regional gesehen, mit mehreren bedrohten Pflanzen- und Tierarten. Es besteht aus dem Loemühlenbach und mehreren namenlosen Zuflüssen, die sich auf dem hier vorhandenen, wasserundurchlässigen „Recklinghäuser Sandmergel“ aus Rinnsalen durch Sickerwasser bilden. Je nach Niederschlagsmenge sind diese mehr oder weniger ausgeprägt vorhanden. Während der Bach zunächst sehr naturnah ist, wird er außerhalb des Naturschutzgebiets in Marl, an der historischen Loemühle sogar teilweise verrohrt. Auch wird dort durch einen Zulauf vom Bachwasser ein künstlicher Teich aufgestaut.
Man findet im Gebiet folgende Biotoptypen:
- Quellbach
- stehendes Kleingewässer
- Weiher
- Brachgefallenes Nass- und Feuchtgrünland
- Nass- und Feuchtweide
- Nass- und Feuchtwiese
- Röhrichtbestand
- Grossseggenried
- Erlen-Bruchwald

Das Naturschutzgebiet ist im Projekt Emscher Landschaftspark 2010 unter der Nummer PL365HRT ausgewiesen. Geplant ist ein weiterer ökologischer Umbau des Bachlaufes, um die natürliche Entwicklung voranzutreiben.